# 1984年夏季残疾人奥林匹克运动会印度尼西亚代表团
1984年夏季残疾人奥林匹克运动会印度尼西亚代表团是印度尼西亚派出的1984年夏季残疾人奥林匹克运动会代表团。获得1枚银牌和1枚铜牌。